# Codex Ephraemi Rescriptus
Codex Ephraemi Rescriptus (Paris, Bibliothèque nationale de France, Grec 9; Gregory-Aland nº C ou 04,[Soden δ 3]) é um manuscrito do século V da Bíblia em grego koiné e um dos quatro grandes unciais juntamente com o Codex Sinaiticus, o Codex Vaticanus e o Codex Alexandrinus. O manuscrito não está intacto e o material sobrevivente contém partes de todos os livros do Novo Testamento exceto II Tessalonicenses e II João e de apenas seis livros do Antigo Testamento.
Ele é chamado de "Codex Ephraemi Rescriptus" ("Códice de Efrém Reescrito") por que trata-se de um códice (um livro feito à mão), por que o pergaminho utilizado foi reciclado, ou seja, o texto bíblico mais antigo foi lavado (o que removeu boa parte da tinta) para que outro texto fosse escrito por cima no século XII e por que este texto era a tradução grega de 38 tratados de Efrém, o Sírio, um conhecido teólogo de meados do século IV. Manuscritos deste tipo, compostos de páginas recicladas, são conhecidos como palimpsestos.
O texto original deste palimpsesto foi decifrado pelo estudioso e paleógrafo Tischendorf entre 1840 e 1843 e foi editado por ele entre 1843 e 1845. Atualmente o manuscrito está abrigado na Bibliothèque nationale de France em Paris.

## Descrição

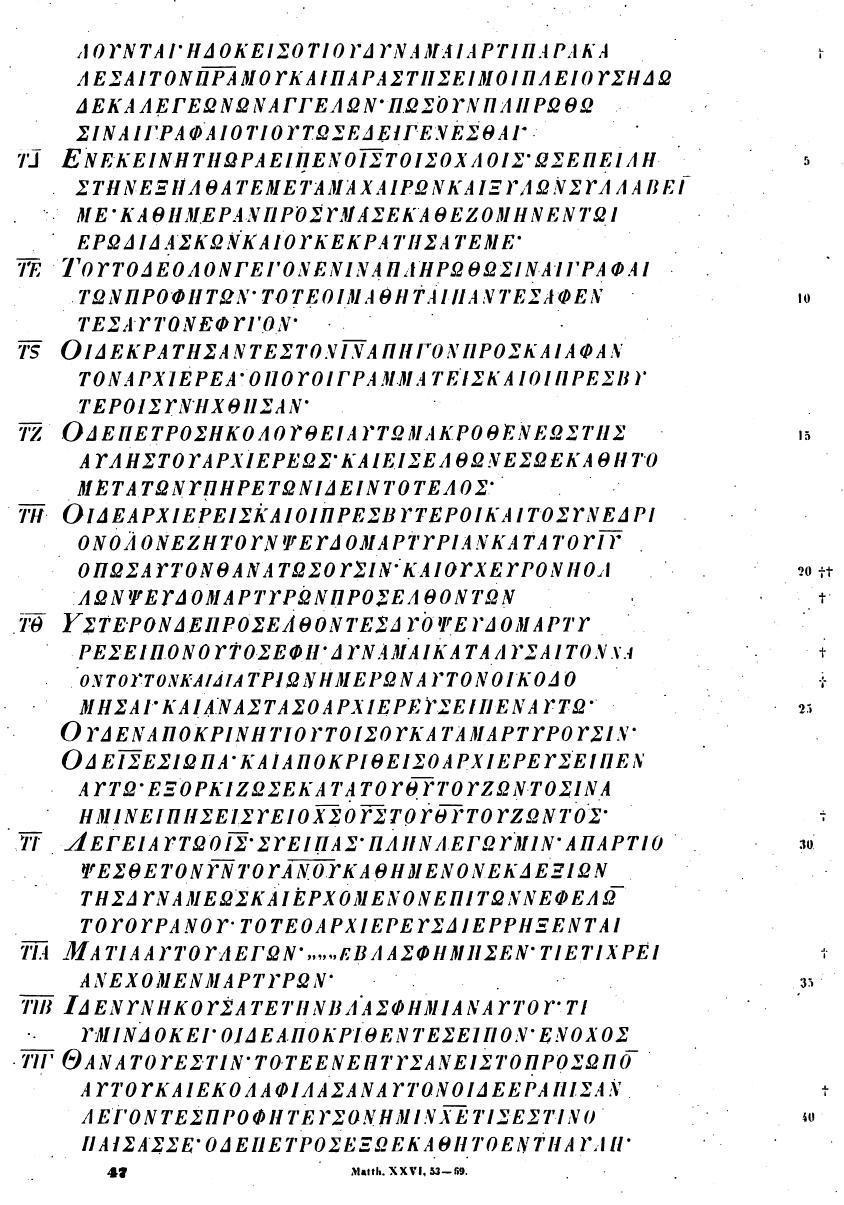
na versão facsimile de Tischendorf.

Duzentas e oito páginas do códice ainda existem, 144 delas pertencentes ao Novo Testamento e 64, ao Antigo. Ele mede 31,4-32,5 x 25,6-26,4 cm. O texto está escrito em uma única coluna por página, com 40-46 linhas por coluna em folhas de pergaminho. As letras são unciais de tamanho médio. A escrita é contínua e a única pontuação é o ponto, como também ocorre nos códices Alexandrinus e Vaticanus. As letras capitais no início das seções se destacam na margem como acontece no Alexandrinus e no Codex Basilensis. As letras iota e ipsilon, que no Alexandrinus e em um muitos outros manuscritos apresentam dois pontos sobre elas (diérese) quando elas começam uma sílaba (às vezes apenas um ponto), têm, no Codex Ephraemi, uma pequena linha reta no lugar dos pontos. Os respiros e acentos foram acrescentados por um escriba posterior. As nomina sacra geralmente estão abreviadas na forma de três letras ao invés de duas, mais comum.
Antes do Evangelho de Lucas e do Evangelho de João, uma lista de "κεφαλαια" ("capítulos") foi preservada, o que permite inferir que o manuscrito continha uma lista similar antes dos evangelhos de Marcos e Mateus também, mas os "τιτλοι" ("títulos" dos capítulos) aparentemente não foram escritos na margem superior da página como no Codex Alexandrinus. É possível, porém, que as margens superiores antigamente contivessem os títulos em tinta vermelha, que estaria hoje completamente desgastada. Outra possibilidade é que a parte superior das páginas tenham sido cortadas em excesso. O texto dos evangelhos contém anotações nas margens indicando as seções amonianas. É provável que, quando o códice ainda estava intacto, os numerais representando os cânones eusebianos também estivessem presentes em tinta vermelha, mas não há mais sinais deles. Não há nenhum tipo de divisão sistemática nos demais livros.

### Trechos disputados
A Perícope da Adúltera (João 7:53–João 8:11) quase certamente não estava presente no Codex Ephraemi quando ele ainda estava intacto, mas não é possível saber ao certo por que as duas folhas que continham João 7:3-8:34 não sobreviveram. Contudo, contando as linhas e calculando quanto espaço seria necessário para incluir a perícope, pode-se demonstrar que, a não ser que tenha existido uma grande lacuna nas folhas faltantes, não havia espaço suficiente para incluí-la. Já o "Final longo de Marcos" (Marcos 16:9–20) está presente (folio 148r).
É difícil determinar se a Agonia no Horto (Lucas 22:43–44) estava presente no códice pois as folhas que continham os versículos à volta se perderam. Marcos 15:28 não está presente.

### Lacunas
Estão faltando os seguintes trechos do Novo Testamento ("lacunas", ou seja, páginas ou trechos perdidos):
- Evangelho de Mateus: 1:1–2; 5:15–7:5; 17:26–18:28; 22:21–23:17; 24:10–45; 25:30–26:22; 27:11–46; 28:15-fim;
- Evangelho de Marcos: 1:1–17; 6:32–8:5; 12:30–13:19;
- Evangelho de Lucas: 1:1–2; 2:5–42; 3:21–4:25; 6:4–36; 7:17–8:28; 12:4–19:42; 20:28–21:20; 22:19–23:25; 24:7–45;
- Evangelho de João: 1:1–3; 1:41–3:33; 5:17–6:38; 7:3–8:34; 9:11–11:7; 11:47–13:7; 14:8–16:21; 18:36–20:25;
- Atos dos Apóstolos: 1:1–2; 4:3–5:34; 6:8; 10:43–13:1; 16:37–20:10; 21:31–22:20; 23:18–24:15; 26:19–27:16; 28:5-fim;
- Epístola aos Romanos: 1:1–3; 2:5–3:21; 9:6–10:15; 11:31–13:10;
- I Coríntios: 1:1–2; 7:18–9:6; 13:8–15:40;
- II Coríntios: 1:1–2; 10:8-fim;
- Gálatas: 1:1–20;
- Efésios: 1:1–2:18; 4:17-fim;
- Filipenses: 1:1–22; 3:5-fim;
- Colossenses: 1:1–2;
- I Tessalonicenses: 1:1; 2:9-fim;
- II Tessalonicenses perdido;
- I Timóteo: 1:1–3:9; 5:20-fim;
- II Timóteo: 1:1–2;
- Tito: 1:1–2;
- Filêmon: 1–2;
- Hebreus: 1:1–2:4; 7:26–9:15; 10:24–12:15;
- Tiago: 1:1–2; 4:2-fim;
- I Pedro: 1:1–2; 4:5-fim;
- II Pedro: 1:1;
- I João: 1:1–2; 4:3-fim;
- II João perdido;
- III João: 1–2;
- Judas: 1–2;
- Apocalipse: 1:1–2; 3:20–5:14; 7:14–17; 8:5–9:16; 10:10–11:3; 16:13–18:2; 19:5-fim;

Com relação ao Antigo Testamento, apenas parte dos livros de Jó, Provérbios, Eclesiastes, Cântico dos Cânticos, Sabedoria e Siraque sobreviveram.

## Texto

### Texto-tipo
O Novo Testamento do Codex Ephraemi é primordialmente alexandrino, embora suas força e característica variem de livro para livro. É uma testemunha fraca do texto-tipo bizantino em Mateus, fraca do alexandrino em Marcos e forte do alexandrino em João. Em Lucas, a característica textual é incerta. Westcott-Hort classificou-o como "misto" e Hermann von Soden, como "alexandrino".

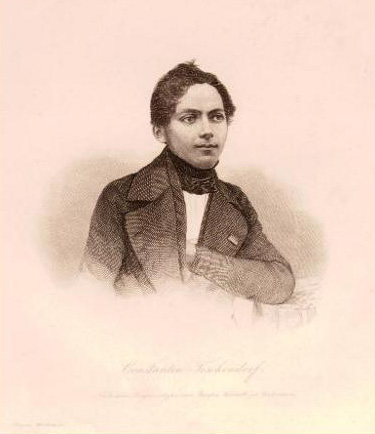
Tischendorf em 1845, logo depois da publicação do Antigo Testamento.

Segundo Kurt Aland, este códice concorda com o texto-tipo bizantino 87 vezes nos Evangelhos, 13 vezes nos Atos, 29 vezes nas epístolas paulinas e 16 vezes nas epístolas católicas. O texto concorda com texto tipo Nestle-Aland 66 vezes (Evangelhos), 38 nos Atos, 104 nas epístolas paulinas) e 41 nas epístolas católicas. Há ainda 50 leituras únicas ou independentes nos Evangelhos, 11 nos Atos, 17 nas epístolas paulinas e 14 nas epístolas católicas. Aland classifica o texto como sendo da Categoria II. Segundo o Método de Claremont, o texto é misto em Lucas 1, Lucas 10 e Lucas 20.
No caso do Apocalipse, o Codex Ephraemi é testemunha do texto-tipo alexandrino.

### Interpolações pouco usuais
Em Mateus 8:13 há um texto adicional (veja Lucas 7:10): "και υποστρεψας ο εκατονταρχος εις τον οικον αυτου εν αυτη τη ωρα ευρεν τον παιδα υγιαινοντα" ("e quando o centurião retornou para casa naquele momento, ele encontrou o escravo curado"). Este trecho também aparece em vários outros códices: א, N), Θ, f1, 545, g1, syrh.
Em Mateus 27:49 acontece o mesmo: "ἄλλος δὲ λαβὼν λόγχην ἒνυξεν αὐτοῦ τὴν πλευράν, καὶ ἐξῆλθεν ὖδορ καὶ αἳμα" ("o outro tomou a lança e perfurou Seu lado e imediatamente escorreram água e sangue"), uma leitura derivada de João 19:34 e que ocorre em outros manuscritos do texto-tipo alexandrino (א, B, L, Γ, 1010, 1293, pc, vgmss).
Há também um texto adicional em Atos 14:19: "και διαλεγομενων αυτων παρρησια επεισαν τους οχλους αποστηναι απ' αυτων λεγοντες, οτι ουδεν αληθες λεγουσιν αλλα παντα ψευδονται for και πεισαντης τους οχλους". Este trecho aparece também em 6, 36, 81, 104, 326, 452, 945, 1175 e 1739.

### Algumas correções
Em Mateus 11:2, no texto original se lê "δια" ("por") como nos códices א, B, D, P, W, Z, Δ, Θ, 0233, f13 e 33, mas o terceiro corretor (conhecido como C3) alterou-o para "δυο" ("dois"), como se lê nos códices L, f1 e nos manuscritos bizantinos.
Em Atos 20:28 lê-se "του κυριου" ("do Senhor"), assim como nos manuscritos {\displaystyle {\mathfrak {P}}}74, D, E, Ψ, 33, 36, 453, 945, 1739 e 1891, mas o corretor acrescentou "και του Θεου" ("e seu Deus") como em P, 049, 326, 1241, 2492 e nos manuscritos bizantinos.
Em I Coríntios 12:9, o escriba original omitiu a frase "εν τω αυτω πνευματι" ("em Seu espírito"), mas ele foi acrescentado pelo terceiro corretor (C3).
Em I Timóteo 3:16 lê-se "ὅς ἐφανερώθη" ("Ele estava manifesto"), mas o segundo corretor (C2) alterou para "θεός ἐφανερώθη" ("Deus estava manifesto").
Em Tiago 1:22 lê-se "λογου" ("da palavra") como na maioria dos manuscritos, mas o segundo corretor (C2) alterou para "νομου" ("da lei"), como acontece também nos manuscritos 88, 621, 1067 e 1852.

### Outras variantes textuais
Em Atos 15:23, há uma variante única deste manuscrito: "γραψαντης δια χειρος αυτων επιστολην περιεχουσαν ταδε" ("eles escreveram com suas próprias mãos a seguinte carta"). Esta leitura não é suportada por nenhum outro manuscrito grego, mas aparece em versões em outras línguas, como ar, c, gig, w e geo. Na maioria dos manuscritos gregos lê-se "γραψαντης δια χειρος αυτων ταδε" ("eles escreveram isto com suas próprias mãos"), nos manuscritos alexandrinos lê-se "γραψαντης δια χειρος αυτων" ("escreveram com suas próprias mãos").
O versículo Romanos 16:24 não aparece, o que também acontece em A, B, 5, 81, 263, 623, 1739, 1838, 1962, 2127, itz, vgww, copsa, bo, ethro e Orígineslat.
Em Apocalipse 13:18, o número da besta está escrito "hexakosiai deka hex" ("616") literalmente, provavelmente a variante mais conhecida deste códice, atestada também pelo Papiro 115.

## História

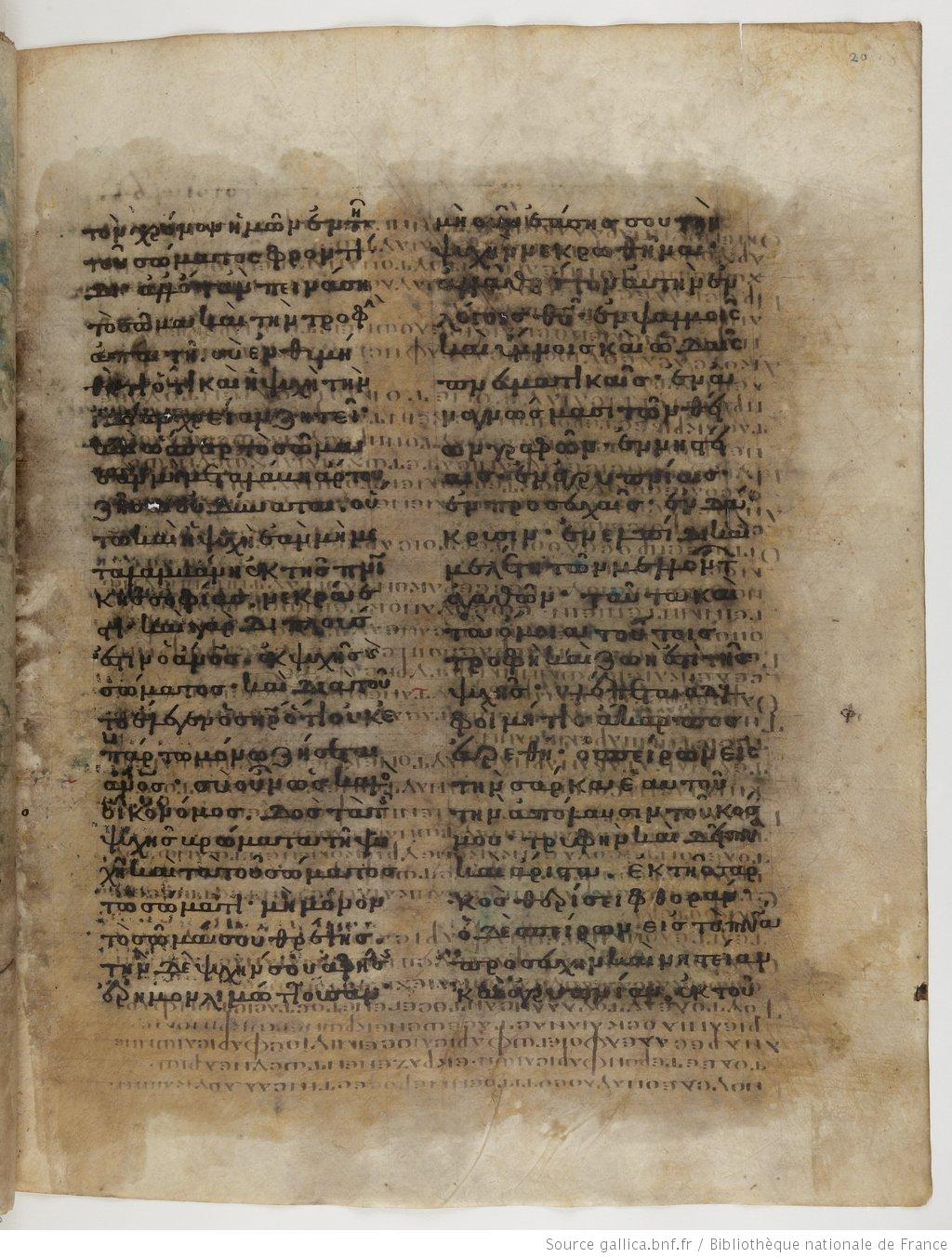
Uma das páginas do códice.

O local onde o Codex Ephraemi foi originalmente escrito, no século V, é desconhecido. Tischendorf sugere que tenha sido no Egito romano e propôs também que dois escribas tenham sido responsáveis pelo manuscrito, um para o Antigo Testamento e outro para o Novo Testamento. Pesquisas posteriores indicaram a possibilidade de um terceiro escriba. O texto foi corrigido por três corretores, conhecidos como C1, C2, and C3 (Tischendorf chamou-os de C*, C** e C***), por vezes chamados também de Ca, Cb e Cc. O primeiro trabalhou num scriptorium, provavelmente no século VI e suas correções são poucas em todo o códice com exceção de Siraque.
O terceiro e último corretor (C3) trabalhou no século IX, possivelmente em Constantinopla. Ele o texto para conformá-lo ao uso eclesiástico da época, inserindo acentos, respiros e notas vocais. Ele também acrescentou instruções litúrgicas nas margens e trabalhou extensivamente por todo o códice. É certo que o códice foi reciclado no século XII. Segundo Frederic Kenyon, "o manuscrito original continha toda a Bíblia Grega, mas apenas algumas folhas separadas foram utilizadas pelo escriba das obras de Santo Efrém e as restantes foram provavelmente destruídas". Swete examinou apenas o texto do Antigo Testamento e, segundo ele, não é possível reconstruir a ordem original de seus livros. O escriba que converteu o manuscrito original num palimpsesto utilizou as folhas para o novo texto sem considerar o arranjo original. Ele também afirma que o manuscrito original não era um volume único.
Depois da queda de Constantinopla, em 1453, o códice foi levado para Florença por um estudioso em fuga e foi adquirido por Niccolo Ridolpho (m. 1550), um cardeal nativo da cidade. Depois de sua morte o códice foi provavelmente comprado por Piero Strozzi, um comandante militar italiano, para Catarina de Médici. Ela o levou para a França como parte de seu dote quando ela se casou com Henrique II. O códice foi depositado na biblioteca real dos Bourbon e dali passou para a Bibliothèque nationale de France em Paris. A encadernação atual é de 1602.

## Edições

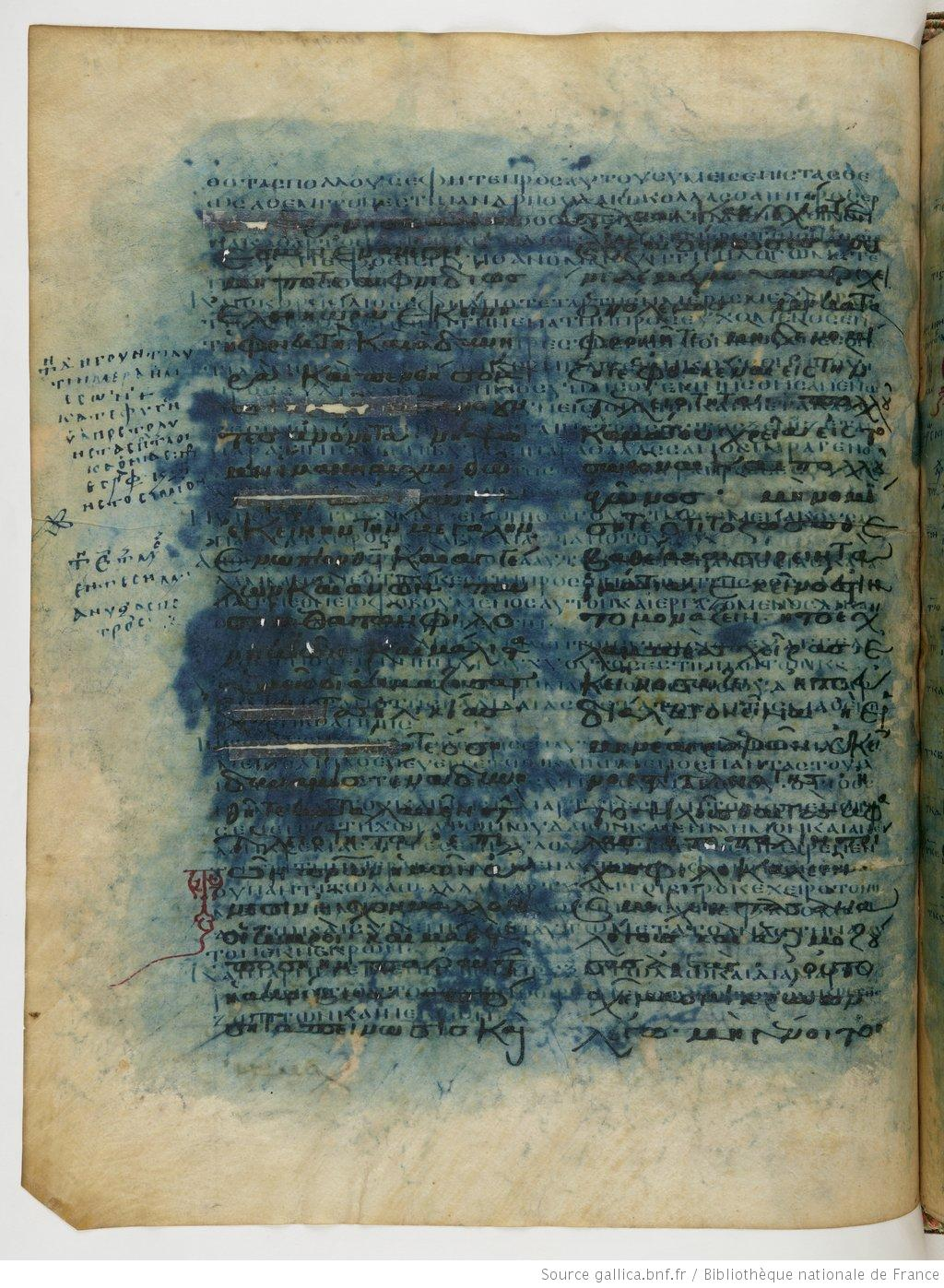
Uma das páginas do códice.

O texto mais antigo foi notado pela primeira vez por Pierre Allix, um pastor protestante. Jean Boivin, supervisor da Biblioteca Real, fez a primeira leitura de vários trechos do códice (com a notação Paris 9) para Ludolph Küster, que publicou-as no Novo Testamento de John Mill em 1710. Entre 1834 e 1835, ferricianeto de potássio foi utilizado para destacar a tinta desgastada ou lavada, o que fez com que o papel velino mudasse de cor, de verde e azul para preto e marrom.
A primeira colação do Novo Testamento foi feita em 1716 por Johann Jakob Wettstein para Richard Bentley, que pretendia preparar uma nova edição do Novum Testamentum Graece. Segundo a correspondência de Bentley, Wettstein levava duas horas para ler uma página e recebeu £50 pelo trabalho. Esta colação foi utilizada por Wettstein em seu próprio Novo Testamento Grego de 1751-1752. Ele também foi o primeiro a publicar uma descrição do códice. Em relação ao Antigo Tesamento, Wettstein examinou-o apenas ocasionalmente e não publicou os resultados.
Vários outros editores fizeram leituras pontuais do manuscrito, mas Tischendorf foi o primeiro a lê-lo completamente (incluindo o Antigo Testamento). Ele ganhou fama internacional quando publicou o texto do Novo Testamento Grego em 1843 e o Antigo Testamento em 1845. Apesar de ele tenha trabalhado apenas com seus próprios olhos, sua leitura do texto do palimpsesto é incrivelmente acurada. A condição lamentável de vários fólios e a tinta do texto sobrescrito posteriormente tornavam o trabalho extremamente complicado. Mesmo com o apoio de ferramentas modernas, como a fotografia ultra-violeta, nem todo o texto é legível de forma segura. Robert W. Lyon publicou uma lista de correções sobre a edição de Tischendorf em 1959, mas esta versão também é imperfeita.

## Importância
Este manuscrito é citado em todas as edições críticas do Novo Testamento Grego (UBS3, UBS4, NA26 e NA27). Em NA27, ele foi considerado como pertencente às testemunhas consistentemente citadas como de primeira importância. Mesmo as leituras dos corretores (C1, C2 e C3) são regularmente citadas em edições críticas (como também acontece com Sinaiticus, Vaticanus, Bezae e Claromontanus).

### Texto do códice
- Tischendorf, C. v. (1843). Codex  Ephraemi Syri rescriptus, sive Fragmenta Novi Testamenti (em inglês). Lipsiae: [s.n.]
- Tischendorf, C. v. (1845). Codex Ephraemi Syri rescriptus, sive Fragmenta Veteris Testamenti (em inglês). Lipsiae: [s.n.]
- Lyon, R. W. (1959). «A Re-Examination of Codex Ephraemi Rescriptus». New Testament Studies (em inglês) (5): 260–272

### Descrição do códice
- Comfort, Philip (2005). Encountering the Manuscripts: An Introduction to New Testament Paleography and Textual Criticism (em inglês). [S.l.]: Broadman & Holman Publishers
- Fleck, Ferdinand Florens (1841). Ueber die Handschrift des neuen Testamentes, gewoehnlich Codex Ephraemi Syri rescriptus genannt, in der koeniglichen Bibliothek zu Paris (em inglês). Hamburg: [s.n.]
- Hatch, William Henry (1939). The Principal Uncial Manuscripts of the New Testament (em inglês). Chicago: The University of Chicago Press
- Kenyon, Frederic G. (1939). Our Bible and the Ancient Manuscripts (em inglês) 4th ed. London: [s.n.]
- Metzger, Bruce M. (1981). Manuscripts of the Greek Bible: An Introduction to Palaeography (em inglês). Oxford: Oxford University Press
- Swete, Henry B. (1902). An Introduction to the Old Testament in Greek (em inglês). Cambridge: [s.n.] pp. 128–129